# Столь, Карл
Карл Столь (швед. Carl Stål, 1833—1878) — шведский энтомолог. Член Шведской королевской академии наук (1869).

## Биография
Изучал медицину и естественные науки в Уппсале и Йене. В 1859 году назначен ассистентом, а в 1867 году заведующим энтомологическими коллекциями естественно-исторического имперского музея. Научные труды Столя касаются преимущественно систематики и классификации полужесткокрылых и прямокрылых насекомых. В этой области работы Столя имели громадное значение установлением точных родовых и других признаков названных насекомых. 

## Труды
Главнейшие из его классических трудов:
- «Hemiptera Africana» (Стокг., 1864—66);
- «Hemiptera Kong. Sv. Fregatten Eugenies resa etc.» (ib., 1859);
- «Recensio Orthopterorum» (ib., 1873—75);
- «Hemiptera Fabriciana» («K. Sv. Vet. Ak. Handl.», 1860—62);
- «Enumeratio Hemipterorum» (ib., 1870—76);
- «Observations Orthoptérologiques» (ib., 1875—78);
- «Systema Acridiodeorum» (ib., 1878) и т. д.